# GSC5977-2520
GSC5977-2520 — хімічно пекулярна зоря спектрального класу Si, що має видиму зоряну величину в смузі V приблизно 10,1.